# Cairn (steengraf)

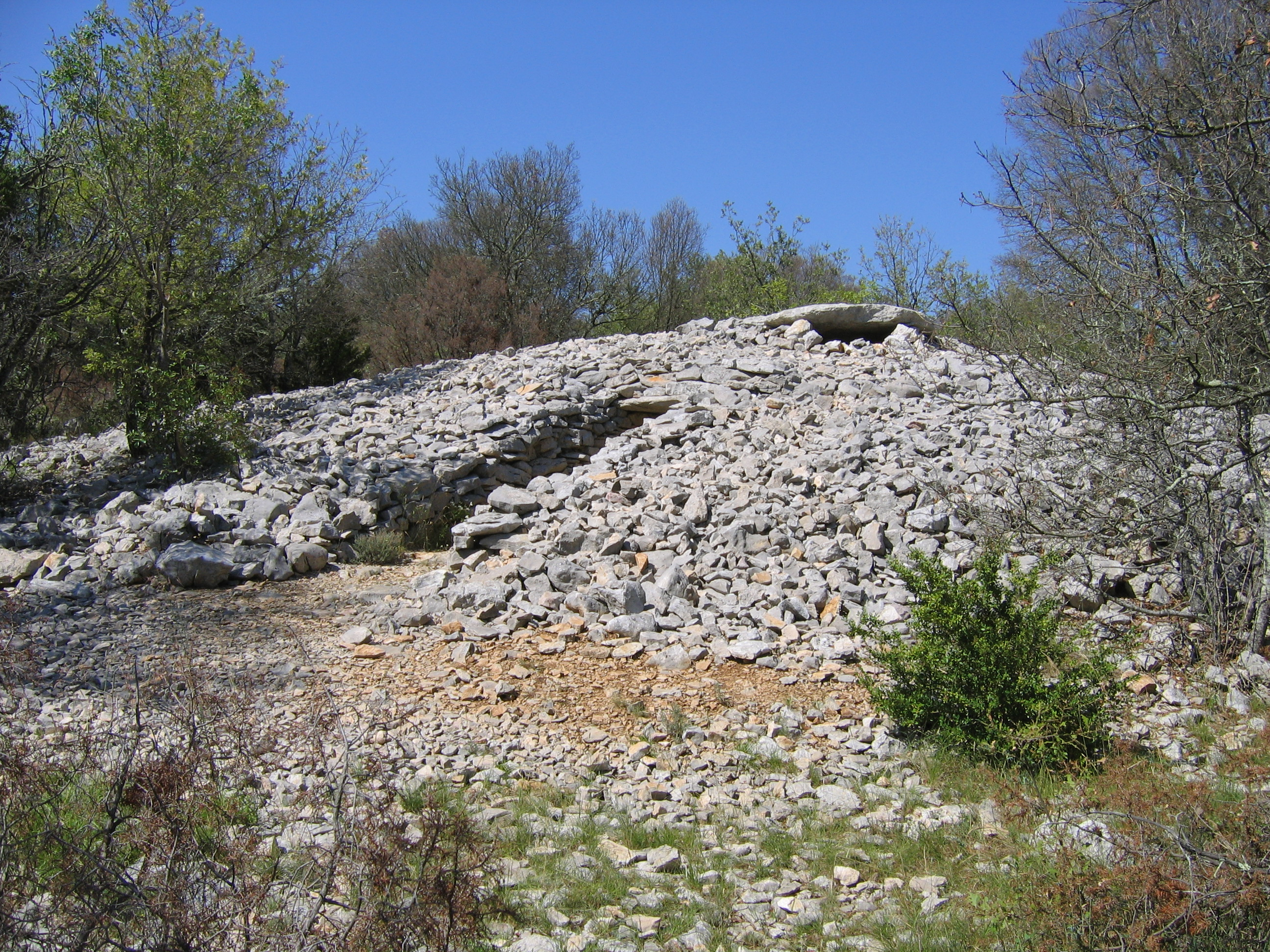
Cairn van Hérault, Frankrijk

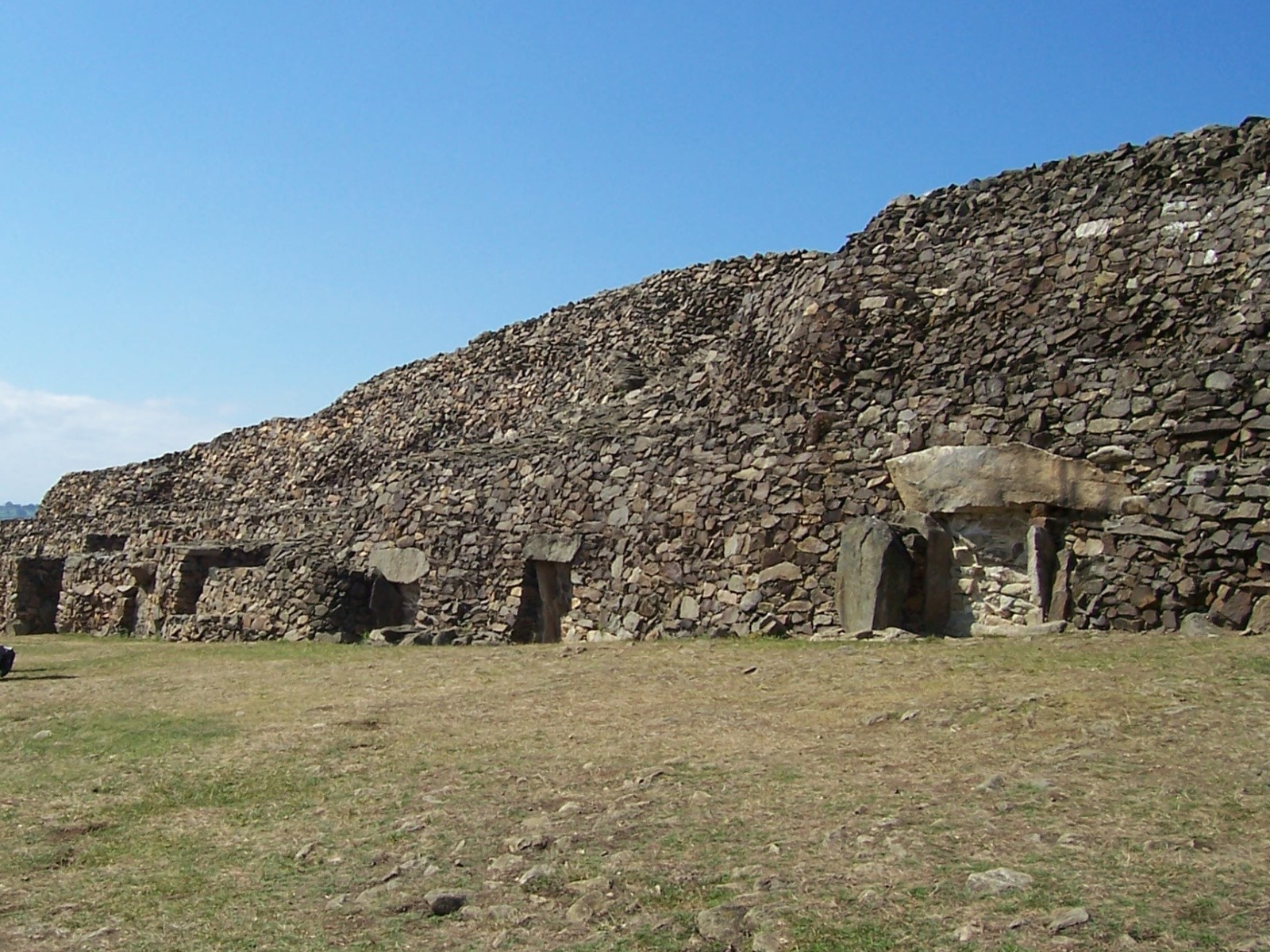
De cairn van Barnenez (Bretons: Karn Barnenez) bij Plouezoc'h, Frankrijk

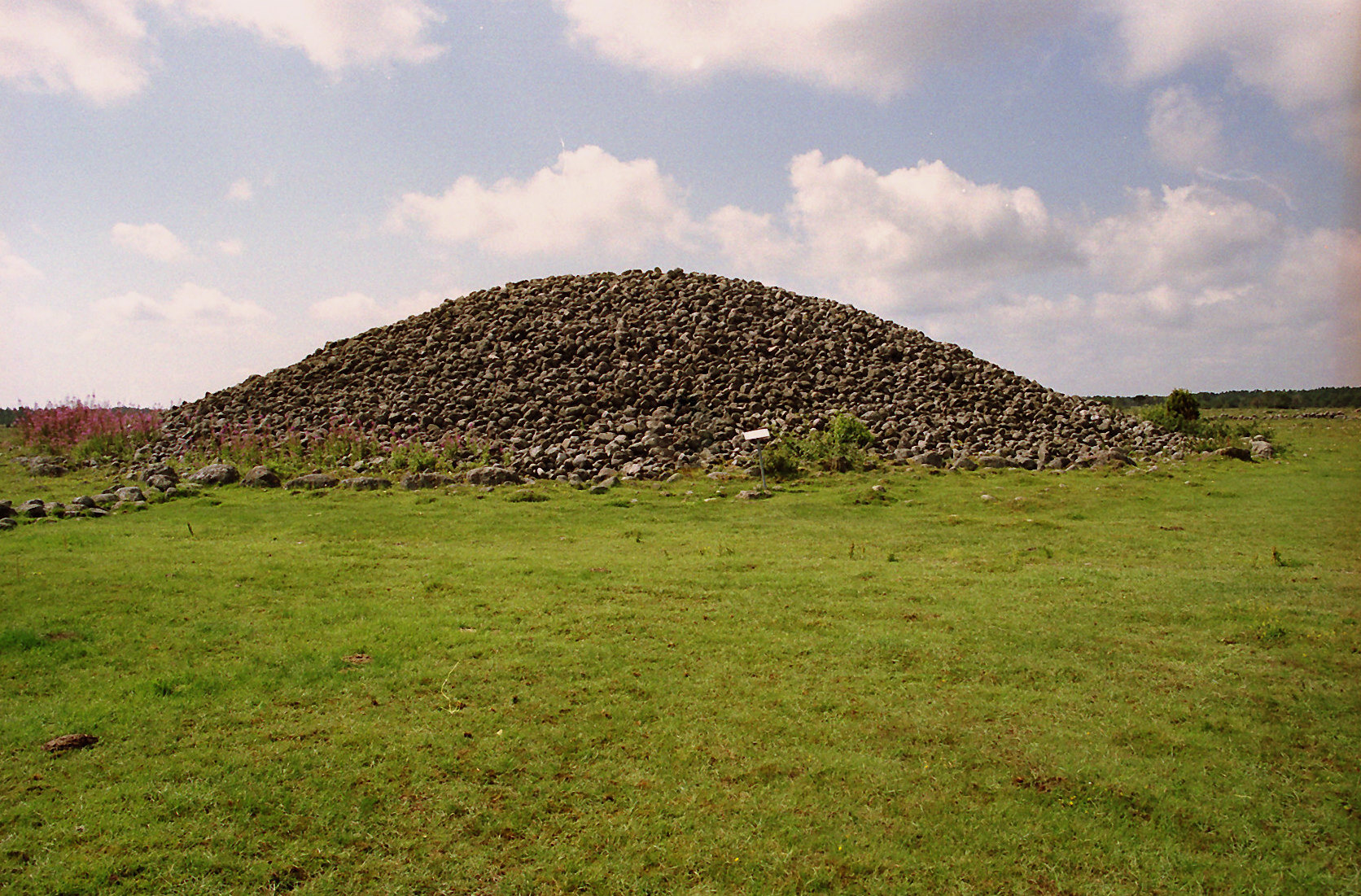
Cairn van Uggarde rojr, Gotland

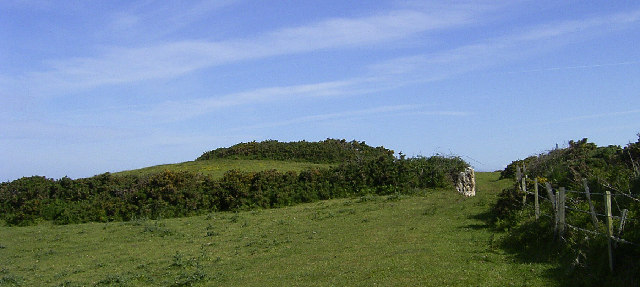
The Druid's Circle op de Isle of Man, de overblijfselen van een kerbed cairn uit de bronstijd met grote witte stenen van kwarts rondom de cairn

Een cairn (Engels: chambered cairn) is een megalithisch monument bestaande uit een stenen heuvel die één of meerdere grafkamers uit de jonge steentijd afdekt. Het gaat vaak om een ronde heuvel, maar er komen ook complexe vormen voor.
Het woord komt uit het Schots-Gaelisch (càrn). Een cairn wordt ook wel een steengraf genoemd. 
Cairns komen voornamelijk in Frankrijk, Groot-Brittannië en Ierland voor. Net als kistvaens en dolmens bevat een cairn regelmatig menselijke resten. 

## Verschillende types
- Clava cairn; een rond stenen graf. Ze worden onderscheiden in twee types; ganggraven en ringgraven.
- Court cairn; ook wel horned cairn of Clyde-Carlingford tomb genoemd. Het is een variant van de chambered cairn en wordt vooral gevonden in West- en Noord-Ierland en in het zuidwesten van Schotland. Ze werden zo'n 4000-3500 v.Chr. gebouwd, maar veel court cairns bleven in gebruik tot in de late bronstijd, ca. 2200 v.Chr.
- Kerbed cairn; een cairn met een prominente rij van stenen eromheen.

## Frankrijk
In Frankrijk wordt een cairn ook wel galgal genoemd. Er zijn verschillende vormen. De plaatsnaam Carnac, waar zo'n 3000 menhirs staan, komt van het Bretonse woord carn. Ook wordt de term tumulus gebruikt, voornamelijk voor heuvels gemaakt van aarde die verschillende soorten megalithische monumenten afdekken.

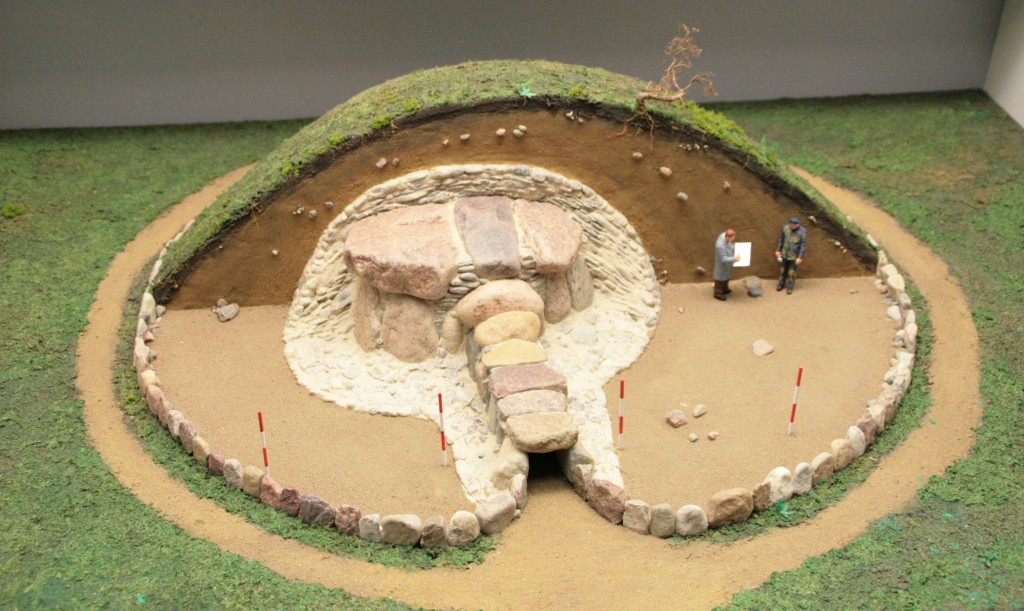
Model van Denghoog op Sylt, een ganggraf afgedekt met een cairn die weer afgedekt wordt door een heuvel
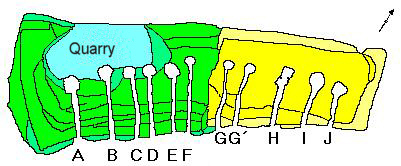
Plattegrond van de cairn van Bernenez, de elf kamers staan bekend als dolmen à couloir (verwant met het ganggraf)
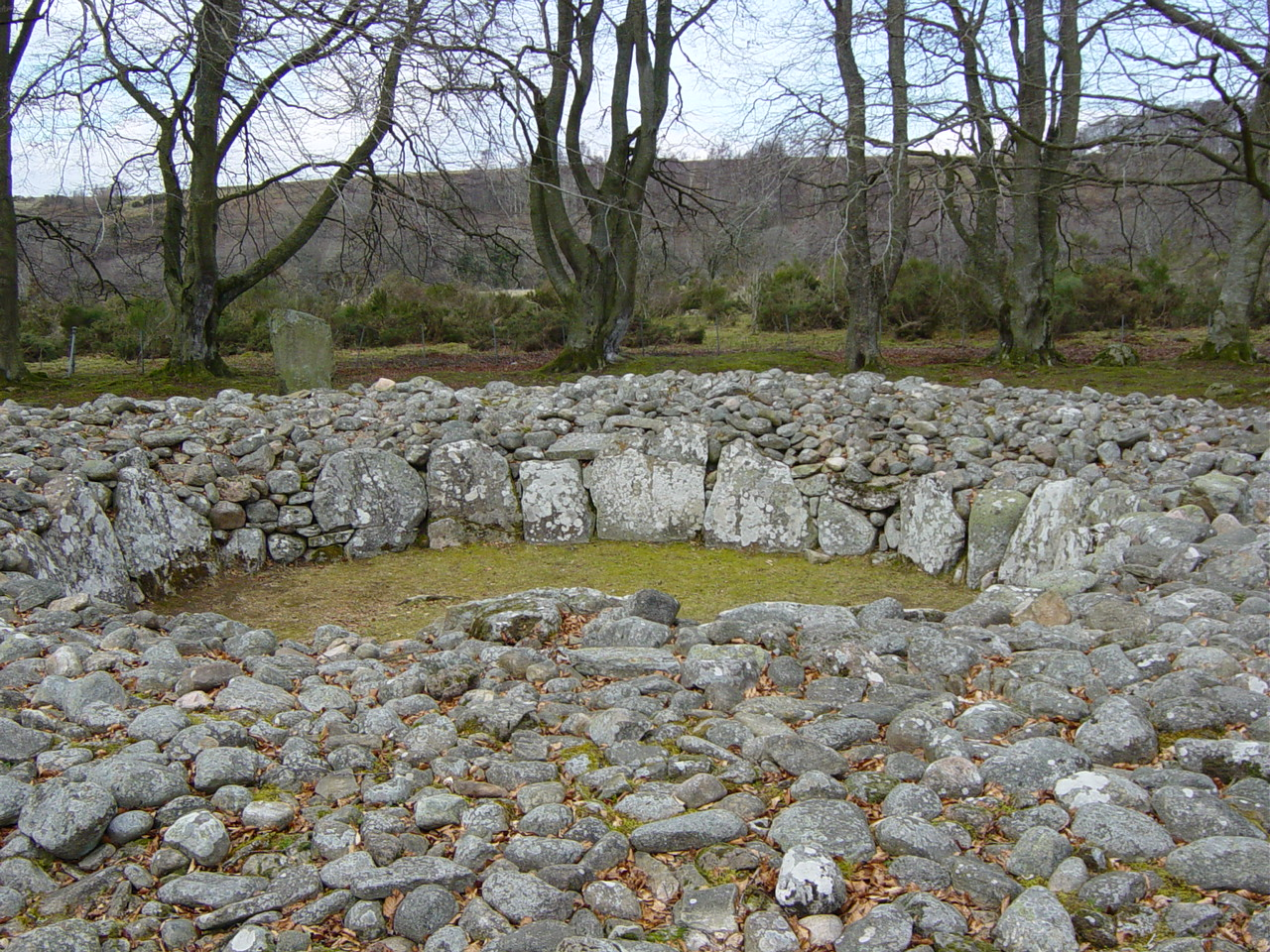
Clava cairn bij Balnauran of Clava vlak bij Inverness (Schotland)
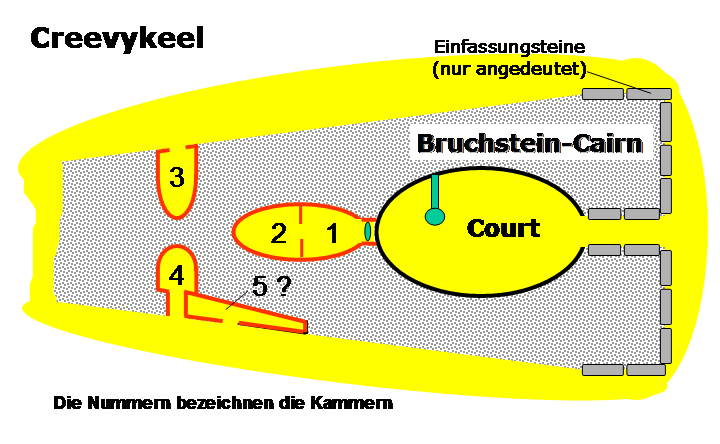
Plattegrond van Creevykeel Court Cairn, Ierland
Parc Cwm long cairn
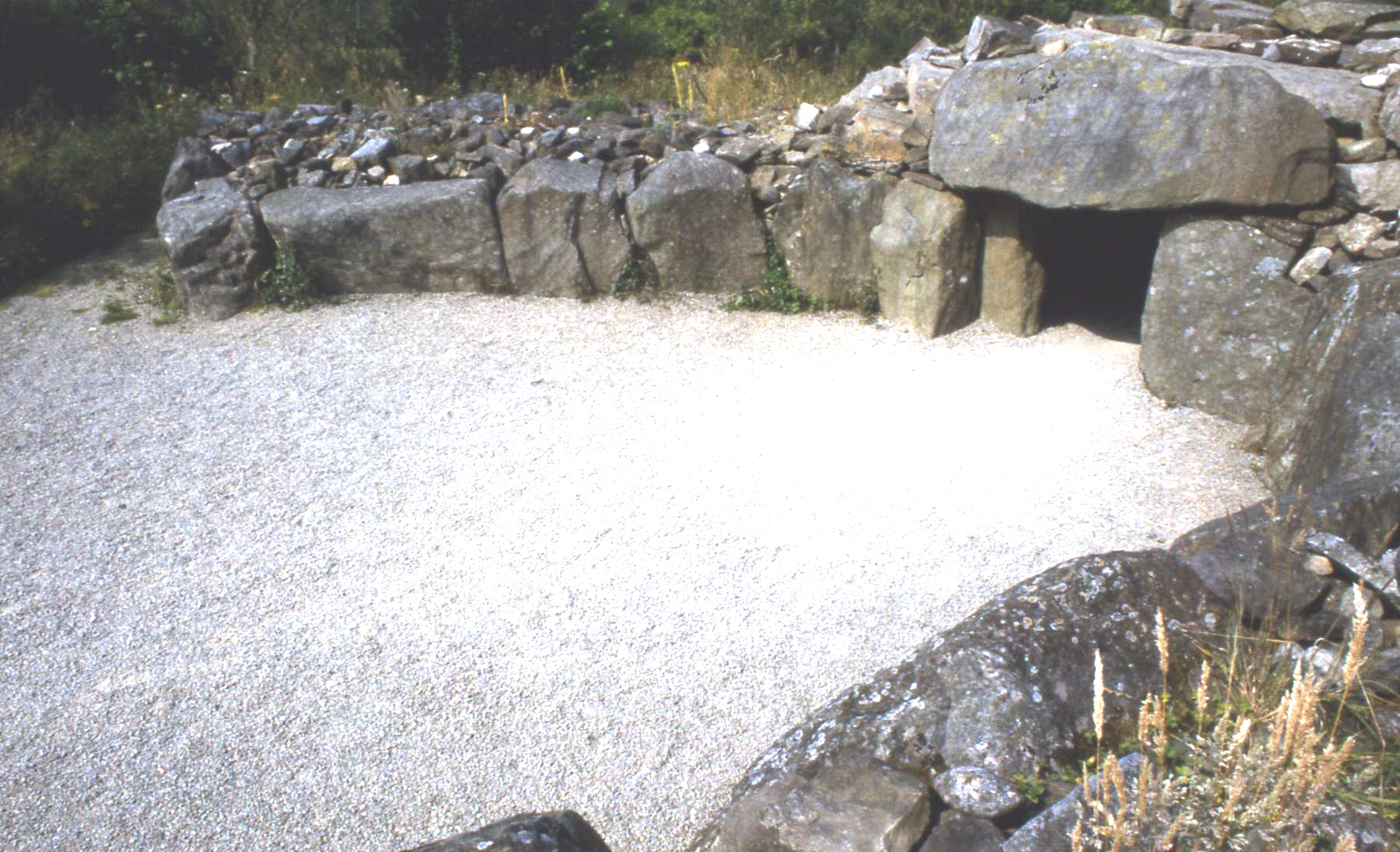
Reconstructie van een Court cairn